# Jamie Kalven

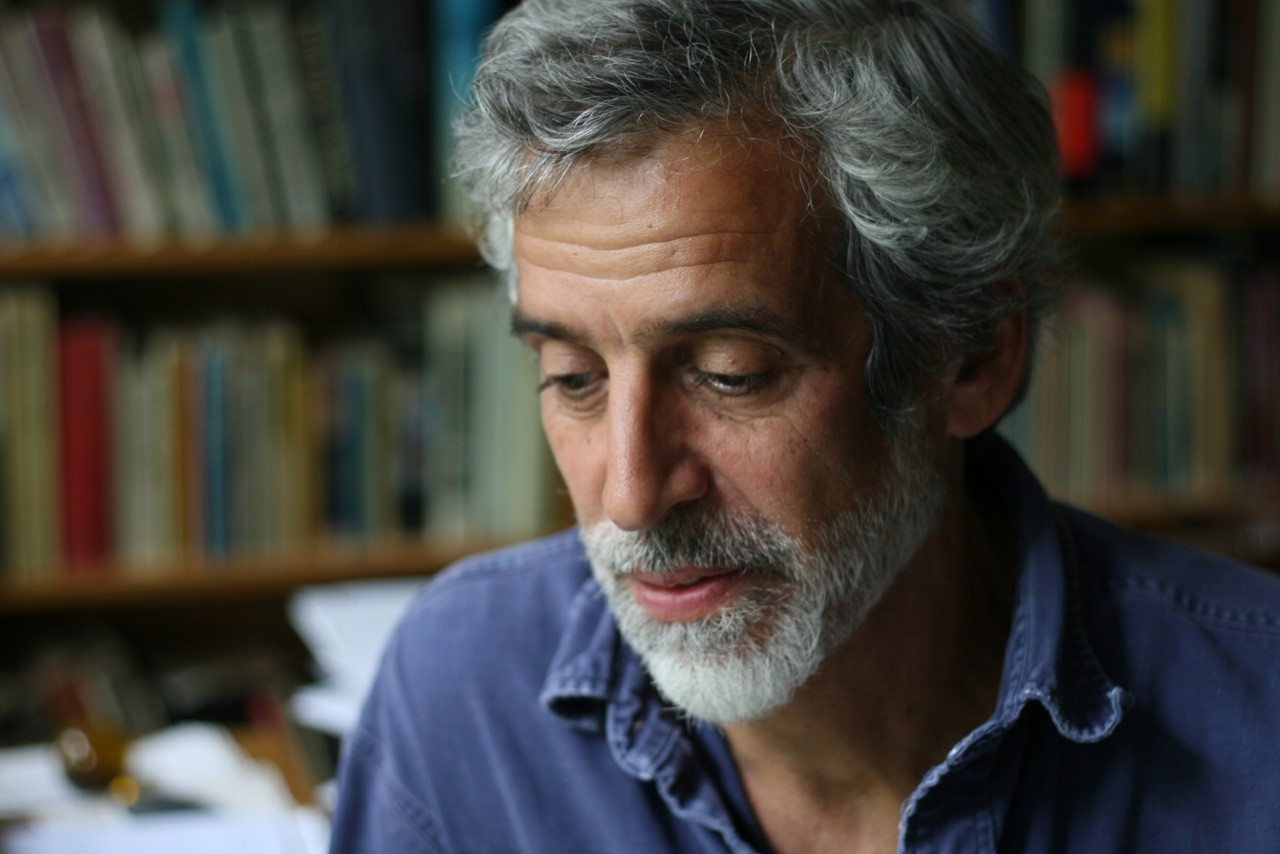
Kalven w 2016 roku

Jamie Kalven (ur. ok. 1949 w Chicago) – amerykański dziennikarz, autor i działacz praw człowieka. Jest założycielem Invisible Institute – dziennikarskiej organizacji non-profit z siedzibą w Chicago. Jego działalność obejmuje m.in. raportowanie o niewłaściwych działaniach policji i słabych warunkach życiowych w mieszkaniach komunalnych. Kalven jest określany jako dziennikarz obywatelski.
Kalven jest synem profesora prawa Harry’ego Kalvena Jr., który po swojej śmierci w 1974 pozostawił nieskończony tekst o wolności słowa. Jamie w ciągu kolejnych 14 lat dokończył ten tekst. Następnie raportował o warunkach życiowych w miejskim projekcie mieszkaniowym Stateway Gardens w chicagowskim sąsiedztwie Bronzeville. Jego doniesienia o nadużyciach chicagowskiej policji w Sateway doprowadziły do postępowania sądowego mającego na celu ujawnienie rejestrów wykroczeń policyjnych. Kalven ostatecznie zwyciężył w tym postępowaniu w 2014. Jego sprawa Kalven v. City of Chicago została uznana za precedens, orzekając, że rejestry wykroczeń policyjnych są informacjami publicznymi zgodnie z ustawą Illinois Freedom of Information Act.
Po uzyskaniu dostępu do akt policyjnych, Invisible Institute wkrótce potem został zarejestrowany jako organizacja non-profit. Instytut stworzył obywatelski projekt danych policyjnych i stał się centrum informacji związanych z nadużyciami policji, niesłusznymi wyrokami sądów i policyjnymi sygnalistami. Kalven raportował o morderstwie Laquana McDonalda przez funkcjonariusza policji w 2014. Uzyskał kopię raportu z autopsji, z którego wynika, że McDonald został postrzelony szesnaście razy, co zaprzecza oficjalnym doniesieniom o pojedynczej ranie postrzałowej. Kalven wygrał nagrodę Ridenhour Courage Prize za ten raport. Później wyprodukował film dokumentalny o morderstwie McDonalda – 1 Shots. Instytut zdobył nagrodę Pulitzera w dziedzinie reportażu krajowego w 2021. Kalven ustąpił ze stanowiska dyrektora w tym samym roku.

## Wczesne życie i początki kariery

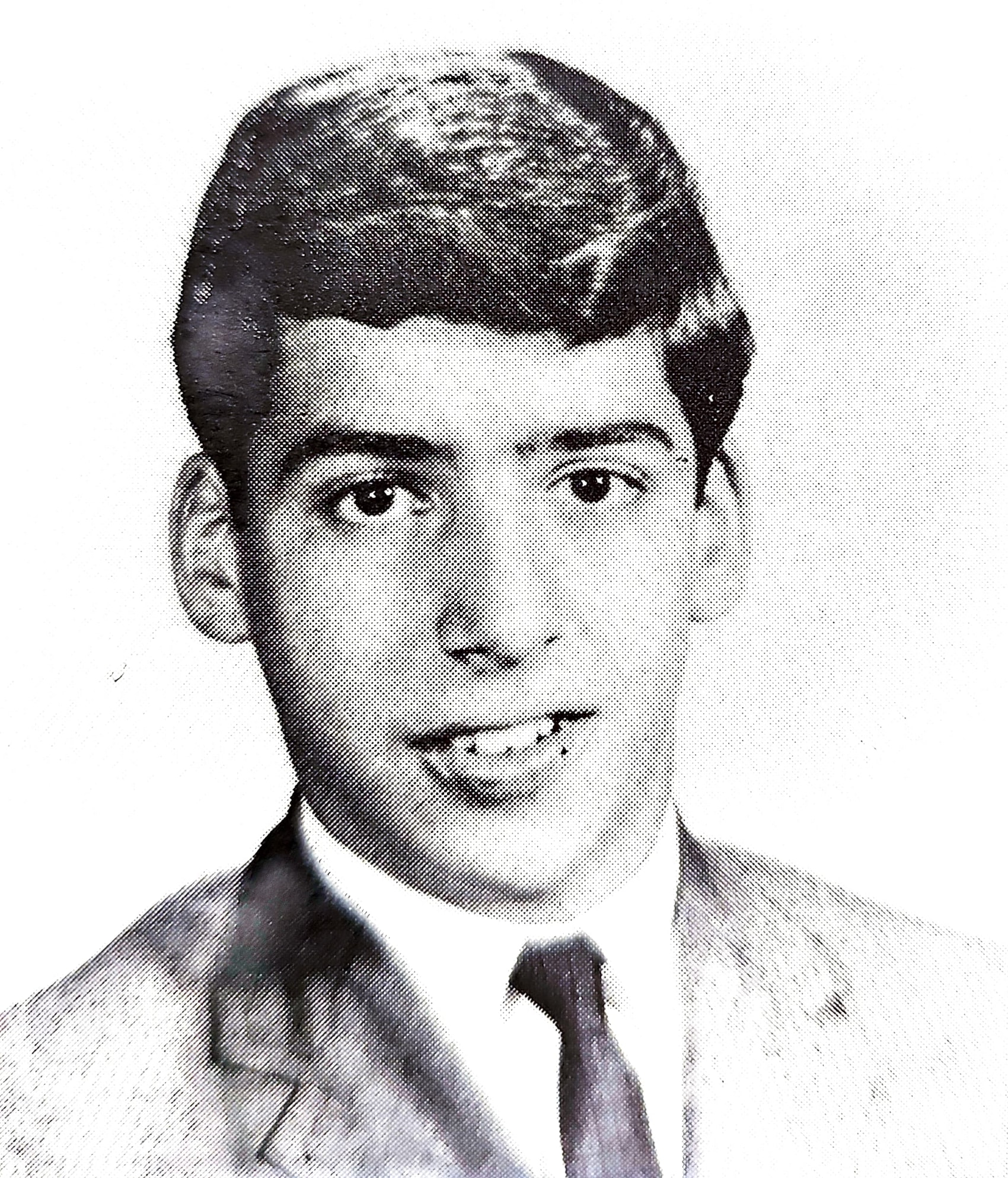
Kalven w 1965 roku

Kalven dorastał w chicagowskim sąsiedztwie Kenwood i od lat mieszka w południowej części miasta. Jest najstarszym spośród czworga dzieci, był wychowywany w rodzinie sekularystów żydowskich. Jego ojciec Harry Kalven Jr. był absolwentem i profesorem prawa w University of Chicago Law School. Jamie ukończył studia w Wesleyan University. Jamie był zapalonym alpinistą, wspinał się na góry na zachodzie Stanów Zjednoczonych, w Jukonie, w Europie oraz w Himalajach. Jedną ze swoich wypraw do Himalajów przerwał, aby odwiedzić Bangladesz podczas wojny indyjsko-pakistańskiej w 1971 roku, co sprawiło, że porzucił wspinaczkę górską, aby zostać dziennikarzem. W połowie swoich lat dwudziestych, Jamie był już dość uznanym dziennikarzem i przygotowywał się do kariery korespondenta zagranicznego skupionego na Azji.
W 1974 jego ojciec zmarł w wieku 60 lat, pozostawiając po sobie nieskończony tekst o teoriach leżących u podstaw wolności słowa. W tamtym czasie Jamie mieszkał w San Francisco wraz ze swoją żoną – fotografką Patricią Evans. Jamie wstrzymał swoją karierę dziennikarza i spędził 14 lat pracując nad dokończeniem tekstu swojego ojca, który ostatecznie został ukończony i opublikowany w 1988 jako A Worthy Tradition: Freedom of Speech in America. Podczas tego projektu Jamie utrzymywał swoją rodzinę (żonę i dwójkę dzieci) dorabiając jako freelancer, złota rączka i malarz mieszkań. Otrzymywał również dotacje z fundacji, pierwsza od Fundacji Playboya. Benno C. Schmidt Jr. – rektor Uniwersytetu Yale, określił pracę Kalvena jako niezwykły akt intelektualnego i synowskiego oddania.
W 1988 uczył się twórczego pisarstwa w Northwestern University i planował napisać książkę o wolnościach obywatelskich. Miał też zamiar wznowić karierę dziennikarską.

## Stateway Gardens
Po skończeniu pracy swojego ojca, Kalven zainteresował się wydarzeniami i społecznościami w Chicago. 21 września 1988, jego żona została pobita i wykorzystana seksualnie podczas joggingu nad jeziorem w pobliżu ich domu. Atak skłonił Kalvena do próby zrozumienia przyczyn ubóstwa, przemocy i podziałów rasowych (jego żona jest biała, a napastnik był czarny) w Ameryce. Począwszy od 1993 roku, on i inni organizatorzy społeczności gromadzili się na osiedlu Stateway Gardens w Bronzeville, aby opłakiwać ofiary przemocy w mieście. Podczas comiesięcznych spotkań, uczestnicy odczytywali nazwiska osób zabitych w południowym Chicago. W tamtym czasie Stateway było jednym z najbrutalniejszych i najbiedniejszych okolic w mieście. Czuwanie trwało około pięciu lat, po czym Kalven kontynuował swoje zaangażowanie w Stateway. Pracował nad projektem przekształcenia pustych działek w ogrody i parki, a także założył organizację Neighborhood Conservation Corps, która oferowała szkolenia zawodowe i usługi socjalne.
Dziennikarz Studs Terkel określił Kalvena jako dziennikarza obywatelskiego, Jamiemu spodobała się ta etykieta. Został jednak skrytykowany za pełnienie podwójnej roli aktywisty i dziennikarza. Jego praca obejmowała raportowanie o niewłaściwych postępowaniach policji i złych warunkach życia w mieszkaniach komunalnych. W połowie lat 90, po latach pisania reportaży na temat Stateway, został formalnym doradcą rady mieszkańców projektu mieszkaniowego, wspierając negocjacje z agencjami rządowymi i prywatnymi deweloperami. Około 2000-2001 roku, Kalven, jego żona Evans i programista David Eads założyli Invisible Institute jako nieformalny zespół skupiony na dziennikarstwie i organizowaniu społeczności. Eads stworzył stronę internetową, która publikowała reportaże Kalvena i dokumentację fotograficzną Evans. Zajmowali puste mieszkanie w Stateway, relacjonując nadużycia policji na osiedlu mieszkaniowym za pośrednictwem swojego bloga fotoreporterskiego i magazynu internetowego. Invisible Institute było fikcyjną nazwą wydawcy bloga. Zespół finansował się poprzez oddzielną firmę remontową, która zatrudniała również mieszkańców osiedla. Z czasem zespół rozrósł się do stowarzyszenia współpracowników zajmujących się problemami rasowymi i ubóstwem w Chicago.
W kwietniu 2003 roku, czarnoskóra mieszkanka Stateway – Diane Bond – została rzekomo zaatakowana i nękana przez grupę białych funkcjonariuszy policji nazywanych Skullcap Crew. Według Bond, funkcjonariusze siłą weszli do jej mieszkania, pobili ją i terroryzowali ją oraz jej syna i inne osoby. Grozili, że podrzucą jej narkotyki i zmusili do pokazania genitaliów, rzekomo w poszukiwaniu narkotyków. Funkcjonariusze mieli też zmusić jej syna do pobicia innego mężczyzny w budynku. Kalven przez kilka lat badał historie innych domniemanych nadużyć ze strony Skullcap Crew i był niezadowolony z tego jak departament policji rozpatrywał jego skargi. Przekonał adwokata Craiga Futtermana, aby reprezentował Diane. Został złożony pozew federalny o naruszenie praw obywatelskich zatytułowany Bond v. Utreras w kwietniu 2004, ale nie zostało to odnotowane przez media głównego nurtu. Kalven jako jedyny opisał tę historię, pisząc serię Kicking the Pigeon, zaczynając w lipcu 2005. Seria zawierała 17 artykuł o nadużyciach policji w mieszkaniach komunalnych. W czerwcu 2005 roku obrońca miasta wystosował wezwanie do sądu w sprawie dokumentacji Kalvena z jego raportów w Stateway, ale on oparł się wezwaniu, powołując się na przywilej reportera. Kalvena reprezentował były prokurator Thomas P. Sullivan. Wezwanie zostało odrzucone.

## Uzyskiwanie rejestrów wykroczeń policyjnych
W ramach ujawnienia informacji w sprawie Bond, Futterman zwrócił się do departamentu policji prosząc o wykaz skarg dotyczących niewłaściwego postępowania i rejestrów dyscyplinarnych w celu ustalenia wzorca nadużyć. Miasto przedstawiło listę 662 funkcjonariuszy, którzy otrzymali 10 lub więcej skarg w latach 2001–2006. Jednak nakaz ochronny uniemożliwił Futtermanowi udostępnienie tych danych opinii publicznej, w tym Kalvenowi. W 2007 roku Bond zawarła ugodę pozasądową na kwotę 150 000 dolarów. Zanim ugoda została sfinalizowana, Kalven zainterweniował w sprawie jako dziennikarz, twierdząc, że dokumenty powinny zostać upublicznione.
Sędzia okręgowa Joan Lefkow zgodziła się znieść nakaz ochronny, stwierdzając, że informacje miały wyraźny charakter publiczny, związany z oficjalnymi obowiązkami funkcjonariuszy policji. Miasto odwołało się od tego orzeczenia do sądu apelacyjnego Stanów Zjednoczonych. Podczas apelacji do Kalvena dołączyło 28 radnych Chicago – ponad połowa rady miejskiej – którym odmówiono dostępu do tych samych informacji przez miejski departament prawny pod rządami burmistrza Richarda M. Daleya. Zbiorowy amicus curiae został złożony przerz kilka mediów – w tym Associated Press, Chicago Tribune, Chicago Sun-Times, Chicago Reader, The New York Times, Copley Press, Gannett, Lee Enterprises i Illinois Press Association. Sąd apelacyjny uchylił orzeczenie Lefkow ze względów proceduralnych, stwierdzając, że Kalven nie miał prawa do interwencji, ponieważ sprawa została już rozstrzygnięta. Jednak sąd apelacyjny stwierdził również w przypisie, że Kalven nie miał przeszkód, aby ubiegać się o dokumentację od miasta bezpośrednio poprzez ustawę Illinois Freedom of Information Act (FOIA).
W następstwie przypisu, Kalven i Futterman zainicjowali proces FOIA z miastem. Kalven złożył dwa wnioski. W jednym z nich poprosił o listy funkcjonariuszy z największą liczbą skarg dotyczących niewłaściwego zachowania, a w drugim o rejestry dochodzeń w sprawie skarg dotyczących niewłaściwego zachowania. Miasto odrzuciło wnioski, argumentując, że akta rejestru skarg były wyłączone z ujawnienia na mocy FOIA, ponieważ dotyczyły postępowania w sprawie osądzenia przez departament policji, a także dlatego, że zawierały wstępne zalecenia dotyczące potencjalnych działań dyscyplinarnych.
Miasto zagroziło, że odwoła się do Sądu Najwyższego Illinois, ale ostatecznie zgodziło się udostępnić publiczne akta skargi. Sprawa stała się precedensem, w którym uznano, że akta policyjnych wykroczeń są informacją publiczną. Spór sądowy Kalvena sprawie FOIA, nad którym Futterman i inni pracowali pro publico bono, przyniósł około 500 000 dolarów kosztów adwokackich. Z tej kwoty Kalven zgodził się na ugodę w celu odzyskania 200 000 dolarów.

## Formalizacja Invisible Institute
Po decyzji sądu Invisible Institute został zarejestrowany jako organizacja non-profit i zatrudnił pracowników zajmujących się ujawnianiem informacji policyjnych. Decyzja sądu doprowadziła do utworzenia w listopadzie 2015 publicznej bazy danych zawierającej ponad 54 000 skarg na wykroczenia przeciwko 8000. funkcjonariuszy od marca 2011 do marca 2015 roku. Instytut i kilka innych mediów złożyło nowe wnioski FOIA o udostępnienie wszystkich rejestrów wykroczeń sięgających do 1967 roku. Zanim miasto zdołało spełnić te żądania, organizacja zrzeszająca funkcjonariuszy policji (Fraternal Order of Police) złożyła pozew w celu zablokowania wydania tych dokumentów, argumentując, że umowa zbiorowa związku wymagała zniszczenia dokumentacji dotyczącej wykroczeń sprzed ponad 5 lat. Sąd Apelacyjny orzekł później, że wymóg umowy dotyczący niszczenia dokumentacji był niemożliwy do wyegzekwowania, ponieważ spowodowałby naruszenie FOIA przez miasto.
Ostatecznie Institute stało się centrum danych dotyczących wykroczeń policji w Chicago, a do 2022 roku projekt danych obejmował 247 161 zarzutów. Projekt zawiera skargi i zarzuty wzniesione przeciwko funkcjonariuszom, liczbę podtrzymanych skarg oraz indywidualne profile funkcjonariuszy, które zawierają listę wynagrodzeń funkcjonariuszy i dyscypliny, jakie otrzymali za incydenty użycia siły. Dane pochodzą z lat 1988–2018. W styczniu 2016 projekt danych otrzymał 400 000 dolarów dotacji od Knight Foundation. Jesienią tego samego roku Kalven opublikował exposé na temat załogi Watts, grupy policjantów, która rzekomo nękała lokatorów mieszkań komunalnych w południowym Chicago. Praca została opublikowana w The Intercept, a Instytut zwrócił się do Sądu Okręgowego Hrabstwa Cook o zbadanie możliwych niesłusznych wyroków skazujących związanych z tymi funkcjonariuszami. Instytut utworzył również biuro zajmujące się niesłusznymi wyrokami skazującymi i udostępnianiem relacji policyjnych sygnalistów.
Począwszy od 2010 roku, Instytut pracował nad inicjatywą mającą na celu edukację czarnoskórych nastolatków w zakresie ich praw konstytucyjnych oraz dokumentowanie ich częstych doświadczeń z policją. Filmy z projektu zostały wykorzystane do pokazania decydentom i do szkolenia funkcjonariuszy policji.

## Morderstwo Laquana McDonalda
Kalven relacjonował sprawę morderstwa Laquana McDonalda, czarnego nastolatka zabitego przez białego funkcjonariusza policji Jasona Van Dyke’a w październiku 2014. Oficjalna wersja początkowo sugerowała, że McDonald rzucił się na funkcjonariuszy z nożem i zginął od pojedynczego strzału Van Dyke’a. Jednak na początku listopada poufny informator z departamentu policji poinformował Kalvena i Futtermana o istnieniu nagrania z kamery samochodowej, które zaprzeczało oficjalnej relacji. Źródło ujawniło również, że McDonald nie rzucił się na funkcjonariuszy, ale raczej oddalał się od nich, a Van Dyke strzelił do McDonalda 16 razy. W grudniu publicznie wezwali do ujawnienia nagrania z kamery samochodowej. Po tym, jak miasto wielokrotnie odmawiało, Futterman złożył pozew o udostępnienie nagrania.
W lutym 2015 Kalven uzyskał kopię raportu z autopsji McDonalda, który zaprzeczał oficjalnej relacji o pojedynczym strzale i zamiast tego potwierdzał, że Van Dyke strzelił do niego 16 razy. W tym samym miesiącu prawnicy rodziny McDonalda uzyskali kopię wideo poprzez wezwanie do sądu i zażądali od miasta 16 milionów dolarów odszkodowania. Do marca rodzina i miasto zatwierdziły ugodę o wartości 5 milionów dolarów, która wymagała również zachowania poufności nagrania wideo do czasu zakończenia śledztwa. Nagranie zostało upublicznione dopiero 26 listopada 2015 roku, trzynaście miesięcy po zabójstwie McDonalda.
Praca Kalvena i Futtermana doprowadziła do politycznych konsekwencji, w tym protestów i żądań rezygnacji lub odwołania burmistrza Rahma Emanuela i innych urzędników. Emanuel zwolnił nadinspektora policji w Chicago Garry’ego McCarthy’ego i szefa agencji nadzorującej departament, a Departament Sprawiedliwości Stanów Zjednoczonych wszczął dochodzenie w sprawie departamentu policji. Raport Kalvena z sekcji zwłok przyniósł mu również nagrodę Ridenhour Courage Prize w marcu 2016 roku.
W 2017 roku Kalven został wezwany do złożenia zeznań na temat swoich źródeł podczas przesłuchania przedprocesowego przeciwko Van Dyke’owi, ale wezwanie zostało uchylone na podstawie przywileju reporterskiego. W 2018 roku Kalven został wezwany do złożenia wezwań na procesie trzech innych funkcjonariuszy policji zamieszanych w incydent, ale wezwanie to zostało wycofane.

## Późniejsza kariera
Kalven współprodukował film dokumentalny 16 Shots o sprawie McDonalda, który zdobył nagrodę Emmy. Pracował również jak konsultant przy serialu telewizyjnym 61st Street. W 2021, Invisible Institute zdobyło nagrodę Pulitzera w dziedzinie reportażu krajowego za śledztwo w sprawie agresywnego gryzienia przez psy policyjne, a jego podcast Somebody był również finalistą nagrody Pulitzera w dziedzinie reportaży audio.
Kalven ustąpił ze stanowiska dyrektora Invisible Institute w 2021 roku. W kwietniu 2022, Kalven otrzymał Medal I. F. Stone'a za niezależność dziennikarską w uznaniu za jego doniesienia na temat praw człowieka.